# Jennifer Geerties
Jennifer Geerties est une joueuse allemande de volley-ball née le 5 avril 1994 à Nordhorn. Elle mesure 1,84 m et joue au poste de réceptionneuse-attaquante. Elle a totalise 128 sélections en équipe d'Allemagne.

## Clubs
| Club                    | De        | À         |
| ----------------------- | --------- | --------- |
| SCU Emlichheim          | 2004-2005 | 2009-2010 |
| VC Olympia Berlin       | 2010-2011 | 2012-2013 |
| Rote Raben Vilsbiburg   | 2013-2014 | 2013-2014 |
| Schweriner SC           | 2014-2015 | 2018-2019 |
| Imoco Volley Conegliano | 2019-2020 | 2019-2020 |
| Dresdner SC             | 2020-2021 | …         |

## Palmarès

### Équipe nationale
- Championnat d'Europe
  - Finaliste : 2013.
- Ligue européenne
  - Vainqueur: 2013.
  - Finaliste : 2014.

### Clubs
- Championnat du monde des clubs
  - Vainqueur : 2019.
- Coupe d'Allemagne
  - Vainqueur : 2014, 2019.
  - Finaliste : 2017.
- Championnat d'Allemagne
  - Vainqueur : 2017, 2018.
  - Finaliste : 2014, 2019.
- Supercoupe d'Allemagne
  - Vainqueur :2017, 2018, 2020.
- Supercoupe d'Italie
  - Vainqueur :2019.
- Coupe d'Italie
  - Vainqueur : 2020

### Distinctions individuelles
- Championnat d'Europe féminin de volley-ball des moins de 18 ans 2011: Meilleure marqueuse.